# Rubus tumulorum
Rubus tumulorum är en rosväxtart som beskrevs av Rilstone. Rubus tumulorum ingår i släktet rubusar, och familjen rosväxter. Inga underarter finns listade i Catalogue of Life.